# منطقه ۴ شهرداری شیراز
منطقه ۴ شهرداری شیراز یکی از مناطق ۱۱ گانه شهر شیراز است که در جنوب غربی این شهر واقع شده‌است و از سال ۱۳۶۹ به عنوان یک منطقه مستقل شهرداری در شیراز ایجاد شده و پیش از آن جزء منطقه ۱ بوده‌است و در حال حاضر به دو منطقه ۴ و ۹ تفکیک شده‌است. این منطقه با مناطق ۱ در شمال و ۵ در شرق هم‌سایه است.

## محدوده
این منطقه از شمال به پارک قوری و بلوار پاسداران و استقلال (زرهی)، از جنوب به باهنر جنوبی و کمربندی شیراز، از غرب و جنوب غربی به امیر کبیر، جاده بوشهر و بلوار ایمان جنوبی ودر نهایت از شرق به عادل آباد و چهارراه زندان امتداد دارد همچنین مرکز این منطقه بزرگراه رحمت حساب می‌شود.
هر چند بخش کوچکی از این منطقه از سابقه سکونت برخوردار است، اما بخش‌های وسیعی از مرکز و جنوب غربی آن هنوز در حال شکل‌گیری و ساخت و ساز سریع است. این منطقه با توجه به وسعت و جمعیت موجود در اسکان جمعیت افزوده شده به شهر شیراز بسیار بالا بوده‌است. جمعیت منطقه بالغ بر۲۶۸٬۸۶۰ تن می‌باشد.